# Messier 65
Messier 65 (auch als NGC 3623 bezeichnet) ist eine 9,2 mag helle Spiralgalaxie vom Hubble-Typ Sb mit einer Flächenausdehnung von 9,8′ × 2,9′ im Sternbild Löwe. Zusammen mit Messier 66 und NGC 3628 bildet diese Galaxie das Leo-Triplett, den Kern der M66-Galaxiengruppe, welche sich in etwa 32 Millionen Lichtjahren (9,9 Mpc) Entfernung befindet. Halton Arp gliederte seinen Katalog ungewöhnlicher Galaxien nach rein morphologischen Kriterien in Gruppen. Dieses Galaxientriplett gehört zu der Klasse Gruppen von Galaxien. 
Messier 65 wurde am 1. März 1780 vom französischen Astronomen Charles Messier entdeckt.
Die Galaxie ist bereits in einem lichtstarken Feldstecher zu erkennen.

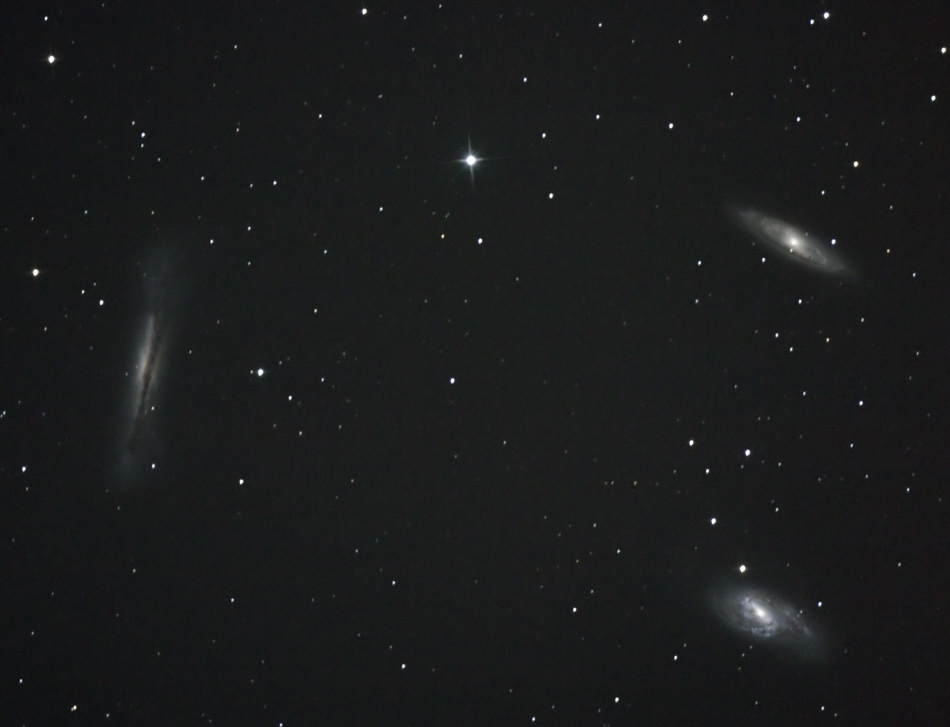
Das Leo-Triplett. Die Galaxien Messier 65 rechts oben, Messier 66 rechts unten und NGC 3628 links. Der hellste Stern auf der Aufnahme, oben in der Mitte gelegen, ist HD 98388 (7,14 mag).
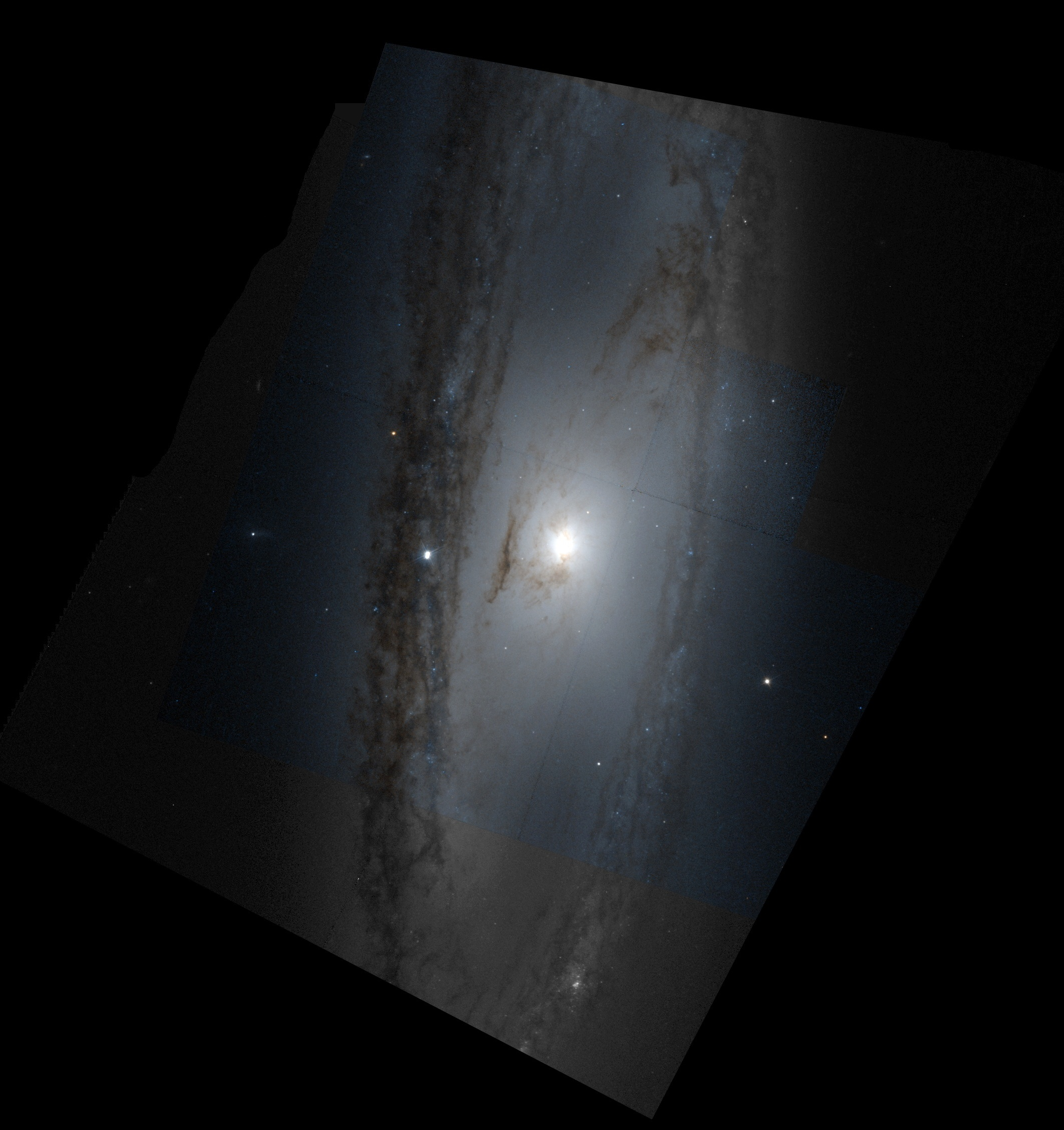
Detailaufnahme von NGC 3623 des Hubble-Weltraumteleskops